# 里科·刘易斯
里科·馬克·劉易斯（英語：Rico Mark Lewis，2004年11月21日—）是一名英格蘭職業足球運動員，司職右閘，目前效力於英超俱樂部曼彻斯特城足球俱乐部、英格蘭足球代表隊。他曾代表英格蘭青年隊出場比賽。

## 俱樂部生涯
劉易斯8歲時加入曼城，並在2021-22賽季擔任俱樂部18歲以下青年隊隊長。他在曼城2022-23賽季的第一場比賽中首次出現在曼城的替補席上，並在一周後，即2022年8月13日對陣伯恩茅斯的比賽中首次亮相英超聯賽，第82分鐘替補基爾·獲加登場。
2022年11月2日，劉易斯在曼城3-1战胜塞维利亚足球俱樂部的歐冠比赛中打入了他的欧冠首球，他也由此成为历史上最年轻的欧冠首发球員和曼城有史以来最年轻的欧冠入球球員
。

## 國家隊生涯
2022年11月20日，劉易斯首次代表英格蘭足球代表隊亮相，在客場1-1戰平北馬其頓的比賽中踢滿全場，這一結果確保了英格蘭隊以頭號種子身份參加2024年歐洲足球錦標賽。

## 榮譽
曼城
- 英超冠軍：2022-23[7]
- 英格蘭足總盃冠軍：2022-23[8]
- 欧洲冠军联赛冠軍：2022–23[9]
- 歐洲超級盃冠軍：2023[10]
- 世界冠軍球會盃冠軍：2023[11]

## 外部連結
- Soccerway資料庫：里科·刘易斯